# Masakazu Tamura
Masakazu Tamura (田村 正和?, Tamura Masakazu; Kyoto, 1º agosto 1943 – Minato, 3 aprile 2021) è stato un attore giapponese.

## Biografia
Era figlio di Tsumasaburō Bandō e fratello maggiore di Takahiro Tamura e Ryō Tamura.
Debuttò come attore nel 1960 in Hatamoto gurentai. Tamura ha interpretato Nemuri Kyōshirō nel jidai-geki televisivo Nemuri Kyōshirō (1972). Nel 1993, Tamura ha interpretato Ogami Ittō nel film Kozure ōkami: sono chīsaki te ni, su richiesta di Kazuo Koike. È famoso per il suo ruolo in Furuhata Ninzaburō.

## Filmografia parziale

### Cinema
- Dosanko, regia di Seigo Kaneko (1958)
- Amore immortale (Eien no hito), regia di Keisuke Kinoshita (1961)
- La gatta giapponese (Chijin no ai), regia di Yasuzō Masumura (1967)
- Female Prisoner Scorpion: Grudge Song (Joshū sasori: 701-gō urami-bushi), regia di Yasuharu Hasebe (1973)
- Kozure ōkami: sono chīsaki te ni, regia di Akira Inoue (1993)
- Rasuto rabu, regia di Meiji Fujita (2007)

### Televisione
- Nemuri Kyōshirō – serie TV, 26 episodi (1972)
- Kawaite sōrō – serie TV, 6 episodi (1984)
- Furuhata Ninzaburô – serie TV, 12 episodi (1994-1995)
- Jinbe – serie TV, 11 episodi (1998)
- Nemuri Kyōshirō: the Final, regia di Tomohiko Yamashita – film TV (2017)